# Mănăstirea Cașin
Mănăstirea Caşin é uma comuna romena localizada no distrito de Bacău, na região de Moldávia. A comuna possui uma área de 243.27 km² e sua população era de 5561 habitantes segundo o censo de 2007.